# Xysmalobium brownianum
Xysmalobium brownianum är en oleanderväxtart som beskrevs av Spencer Le Marchant Moore. Xysmalobium brownianum ingår i släktet Xysmalobium och familjen oleanderväxter. Inga underarter finns listade i Catalogue of Life.